# White Skull
I White Skull sono un gruppo musicale heavy metal italiano fondato a Vicenza nel 1988 dal chitarrista ritmico Tony "Mad" Fontò. Con l'album Tales from the North (1999) diventano noti anche negli Stati Uniti.

## Storia
Nel 1991, dopo la registrazione del primo demo-tape, pubblico e stampa specializzata cominciano a parlare degli White Skull. Inizia subito una promozione live in larga scala per far crescere la band sotto tutti i punti di vista.
Nel maggio 1994, la band pubblica il secondo demo dal titolo Save the Planet. Intanto gli White Skull prendono parte a due compilation metal: Nightpieces 4 (gennaio '95) e Area Sismica (giugno '95).
Qualche mese dopo l'etichetta italiana Underground Symphony pubblica il primo album della band, I Won't Burn Alone. La stampa e il pubblico non tardano ad apprezzare l'album e la band inizia una serie di concerti presso pub, festival locali e raduni bikers. I risultati raccolti spingono gli White Skull a scrivere nuovi brani. Il continuo interesse da parte dell'Underground Symphony si concretizza con la pubblicazione, nel marzo del 1997, del secondo album intitolato Embittered. A maggio 1997 il chitarrista Max Faccio lascia la band e viene rimpiazzato in maniera definitiva a novembre da BB Nick Savio (tra maggio e agosto il chitarrista era Pino Sicari, mentre da settembre a novembre era Lele Pretto). L'Embittered Tour parte immediatamente dopo la distribuzione dell'album e vede la band impegnata fino a tutto il 1998. Fra gli episodi da rilevare, un live di supporto agli Overkill, l'esibizione al festival italiano Gods of Metal e a Berlino concerti con UDO e Doro.
Nel periodo successivo gli White Skull iniziano a scrivere nuovi brani, che verranno poi pubblicati nell'EP Asgard e nel CD Tales from the North, un album a tema sulla mitologia del Nord (Vichinghi e Nibelunghi). Chris Boltendahl, cantante dei Grave Digger, appare come ospite speciale. L'etichetta tedesca Nuclear Blast pubblica l'album nel luglio 1999, gli White Skull suonano come supporto dei Grave Digger nell'Excalibur Millennium 2000 Tour in Germania, Svizzera e Italia. L'album seguente Public Glory, Secret Agony viene messo sul mercato nell'agosto 2000 da Breaker Records (etichetta di Udo Dirkschneider), con distribuzione mondiale Nuclear Blast.
Nel febbraio 2001 Federica "Sister" De Boni, cantante, lascia la band per motivi personali e viene sostituita dal cantante argentino "Gus" Gustavo Gabarrò.
Alla fine del 2001 il quintetto rientra in studio per dar vita ad un nuovo album intitolato The Dark Age ambientato nel periodo dell'inquisizione. L'album suscita l'interesse della Frontiers Records che lo pubblica nell'Agosto del 2002. a dicembre il chitarrista BB Nick Savio abbandona amichevolmente il gruppo per dedicarsi ad altri suoi progetti e viene prontamente rimpiazzato dal giovane Danilo Bar. A settembre 2003 il bassista Fabio Pozzato lascia la band, anche lui subito rimpiazzato dal giovane bassista brasiliano Fabio Manfroi, che però lascerà la band a febbraio 2004. A seguito delle ottime recensioni e dell'interesse crescente del pubblico, la band partecipa a grandi festival italiani ed europei (Blind Guardian Open Air, Metal Dayz, Badia Rock Festival, Tradate Iron Festival, Valpolicella Metal Festival). A maggio viene pubblicato il sesto lavoro, intitolato The XIII Skull. Dopo l'uscita dell'album, tuttavia, gli White Skull sono costretti a sospendere l'attività live e cancellare molti spettacoli per motivi di salute del cantante. Ad ottobre Steve Balocco diventa il nuovo bassista della band.
In questo periodo di stop forzato, la band scrive un nuovo album ed entra in studio (Remaster Studio Vicenza) verso la fine del 2005 per le registrazioni di The Ring of the Ancients, incentrato sulle storie degli antichi Celti. Questo nuovo lavoro suscita l'interesse della Dragonheart Records, che offre un contratto alla band.
Il 20 ottobre 2006 la Dragonheart/Audioglobe/SPV pubblica The Ring of the Ancients, che - in perfetto stile con la musica proposta dalla band - è molto più heavy di quanto mai fatto, e riscuote un ottimo consenso da parte di stampa specializzata e pubblico, pur non essendo esente da critiche.
In concomitanza con l'uscita del disco, il cantante Gus Gabarrò lascia la band per problemi lavorativi e personali, così gli White Skull decidono di ritornare alla voce femminile, vera caratteristica della band. Ad impugnare il microfono degli White Skull arriva Elisa "Over" De Palma, già militante in varie realtà underground del torinese, e con lei la band inizia il tour promozionale di The Ring of the Ancients. Nell'estate del 2008 un altro cambio di formazione dà nuova linfa vitale al gruppo: entrano in formazione il bassista Jo Raddi e il tastierista Alessio Lucatti (meglio conosciuto per essere il tastierista dei Vision Divine), coi quali si termina la composizione del nuovo lavoro Forever Fight, uscito a marzo 2009, che riscuote un buon successo da parte di critica e pubblico. Attualmente il gruppo è impegnato nel tour di promozione del nuovo disco, chiamato Metal Axes Tour, e prevede di effettuare delle registrazioni per un DVD verso settembre.
Il 22 dicembre 2009 la band annuncia con un comunicato la sospensione dell'attività dal vivo fino a marzo 2010.
Il 1º maggio 2010 la band comunica che il tastierista Alessio Lucatti è stato costretto a lasciare il gruppo "per problemi lavorativi".
Il 24 agosto 2010 la band fa sapere attraverso un comunicato che "causa incompatibilità artistica e personale con alcuni membri della band e considerati i suoi recenti problemi di salute, gli White Skull hanno deciso di separarsi dalla cantante Elisa Over". Il 1º ottobre 2010, invece, è la volta del bassista Jo Raddi a lasciare gli White Skull, i quali fanno sapere che "la separazione è avvenuta in maniera amichevole e la band vuole rassicurare i fans che nessuno degli splits recenti comprometterà la carriera e l'equilibrio degli White Skull."
Con grandissima sorpresa, Jo Raddi torna in formazione come bassista dopo pochi mesi ma, soprattutto, il 18 dicembre 2010 Tony Fontò annuncia il ritorno della cantante Federica "Sister" De Boni.
Il rientro di Federica si concretizza nel giugno 2011, la band riprende subito l'attività suonando il "Back Sister Tour", di seguito vengono pubblicati Under This Flag e Will Of The Strong.

## Stile e influenze
La musica dei White Skull è un misto tra power metal tipicamente tedesco e l'heavy metal classico degli anni ottanta, con sprazzi di thrash metal. Una caratteristica che ha sempre contraddistinto il gruppo è stato il fatto di unire una solida componente strumentale ritmica e solistica con una voce graffiante e aggressiva (sia femminile, con Federica "Sister" De Boni ed Elisa "Over" De Palma, sia maschile, con Gustavo "Gus" Gabarrò), al contrario della maggioranza degli altri gruppi power degli anni novanta che optavano per cantanti con voci pulite e dalla grande estensione vocale in stile Michael Kiske degli Helloween o cantanti donne con voce di impostazione lirica e d'opera, come Tarja Turunen dei Nightwish. Per queste caratteristiche la band è stata spesso paragonata ai tedeschi Grave Digger.
Il chitarrista Tony Fontò definisce il loro stile come "metal classico cantato da una donna, come poteva essere per i Warlock con Doro." e si riconosce nel filone "guitar-oriented" delle band della Noise Records, come Grave Digger e Running Wild.
In alcuni dischi compaiono anche varie orchestrazioni, e dal disco, Forever Fight del 2009, compare un tastierista nella formazione, ovvero Alessio Lucatti dei Vision Divine. Nel corso della loro carriera i White Skull non hanno mai abusato dell'uso di tastiere e arrangiamenti orchestrali, mantenendo così un suono molto corposo senza alleggerire troppo o snaturare il sound tipico della band.
Le influenze principali del gruppo provengono dalle classiche band heavy metal anni '80 come gli AC/DC o come quelle della New Wave of British Heavy Metal, in particolare Saxon e Iron Maiden (tutti grandi idoli del leader Tony Fontò).

## Formazione

### Formazione attuale
- Federica "Sister" De Boni - voce (1991 - 2001) (2010 - presente)
- Tony "Mad" Fontò – chitarra ritmica (1984 - presente)
- Alex Mantiero - batteria (1992 - presente)
- Valentino Francavilla – chitarra solista (2019 - presente)
- Jo Raddi - basso (2008 - presente)
- Alexandros Muscio- Tastiere (2016 -  presente)

### Ex componenti
- Danilo Bar - chitarra solista (2003 - 2019)
- Max Faccio - chitarra solista (1990 - 1997)
- BB Nick Savio - chitarra solista (1997 - 2002)
- Gustavo "Gus" Gabarrò - voce (2001 - 2007)
- Elisa "Over" De Palma - voce (2007 - 2010)
- Fabio Pozzato - basso (1984 - 2003)
- Fabio Manfroi - basso (2003 - 2004)
- Stefano "Steve" Balocco - basso (2004 - 2007)
- Alessio Lucatti - tastiere (2007 - 2010)

## Discografia
Album in studio
- 1995 – I Won't Burn Alone
- 1997 – Embittered
- 1999 – Tales From The North
- 2000 – Public Glory, Secret Agony
- 2002 – The Dark Age
- 2004 – The XIII Skull
- 2006 – The Ring Of The Ancients
- 2009 – Forever Fight
- 2012 – Under This Flag
- 2017 – Will Of The Strong
- 2022 – Metal Never Rusts

EP
- 1999 – Asgard

Demo
- 1991 - White Skull
- 1992 - Save the Planet